# Henry Nehrling
Henry Nehrling ( 9 de mayo de 1853 , Sheboygan Co. Herman (Wisconsin) - 22 de noviembre de 1929) fue un naturalista, ornitólogo y horticultor estadounidense. Se interesó mucho en la historia natural durante sus caminatas hacia y desde la escuela. En 1890 fue Curador del Museo Público en Milwaukee, donde intensificó su recolección de especímenes vegetales para su invernadero. Luego Nehrling fundaría un jardín botánico en Gotha (Florida), donde había adquirido 16 ha de tierras en 1884. Hizo crecer, hibridar y popularizar muchas plantas exóticas para el público general. Así realizó introducciones de Caladium, palmas, bambúes, Amaryllis a EE. UU. por medio de su "Palm Cottage Gardens".
En 1917 compra tierras en Naples (Florida), para continuar su obra con elegantes caladios. Y relocaliza su programa de mejoramiento en esa área y estudia especies tropicales, y en 1922 se instala permanentemente allí.
Nehrling falleció el 22 de noviembre de 1929, y fue sepultado en el "Cementerio Gotha". Su "Jardín Naples" fue mantenido y preservado como "Jungle Larry's Caribbean Gardens".

## Algunas publicaciones
- 2001. Nehrling's Early Florida Gardens. Ed. ilustrada de Univ. Press of Florida, 248 pp. ISBN 0813024250

## Honores

### Eponimia
- (Arecaceae) Butia nehrlingiana (Abbott ex Nehrl.) Abbott ex Nehrl.[2]
- La abreviatura «Nehrl.» se emplea para indicar a Henry Nehrling como autoridad en la descripción y clasificación científica de los vegetales.[3]

## Abreviatura (zoología)
La abreviatura Nehrling  se emplea para indicar a Henry Nehrling como autoridad en la descripción y taxonomía en zoología.